# Восстание судетских немцев
Восстание судетских немцев (чеш. sudetoněmecké povstání) – вооружённое выступление судетских немцев против чехословацких властей в сентябре–октябре 1938 года, частично организованное Судето-немецкой партией (СДП).

## Предыстория и начало восстания
Чехословацкие разведывательные органы уже в начале сентября 1938 года обладали информацией об ожидаемом переходе Судето-немецкой партии в состояние повышенной готовности. 10 сентября разведка получила сообщение от доверенного представителя СДП, по словам которого в ночь с 6 на 7 сентября состоялась секретная партийная встреча, в ходе которой обсуждались задачи для первых дней восстания. Решались вопросы перерыва телефонной и телеграфной связей, железнодорожного сообщения и захвата зданий органов безопасности. Разведка также замечала немецкую пропаганду, направленную на эскалацию ситуации. Внимание привлекало ожидаемое обращение Гитлера к судетским немцам, которое должно было означать приказ к восстанию. Чехословацкая сторона передала все эти сведения представителям Миссии Ренсимена, однако поддержки со стороны западных стран она не дождалась.

С 5 по 12 сентября в Нюрнберге проходил съезд НСДАП. В его завершении Адольф Гитлер выступил с речью, в которой заговорил про судетских немцев.
«Чешское государство пытается их уничтожить. Я обращаюсь к представителям западных демократий: мы озабочены положением судетских немцев. Если этим людям откажут в справедливости и помощи, они получат и то, и другое от нас. Немцев в Судетах есть кому защитить! Я сторонник мира, но в этой ситуации я не стану колебаться.»
Вечером 12 сентября СДП организовала массовые слушания выступления немецкого лидера по радио. Сразу после этого собрались многотысячные демонстрации судетских немцев (самые масштабные в городах Усти-над-Лабем, Карловы Вары, Аш и Хеб), постепенно превратившиеся в массовые беспорядки. Были опустошены многие чешские и еврейские магазины, атакам подвергались сотрудники чехословацких правоохранительных органов и вооружённых сил. Стало очевидным, что эмотивная речь Гитлера послужила сигналом к началу восстания.

## Основные события
Благодаря разведывательным действиям, реакция чехословацких органов на начало восстания была быстрой и эффективной. Ещё в ночь с 12 на 13 сентября в приграничных регионах было объявлено военное положение и были запрещены публичные мероприятия. Одно из первых вооружённых нападений генлейновцев произошло 13 сентября. Во время штурма жандармского отделения в городе Габартов погибли 4 сотрудника жандармерии. Для подавления восстания были введены дополнительные силы, включая военных с танками и бронеавтомобилями. 15 сентября Генлейн и Франк призвали судетских немцев к активному противостоянию и сбежали в Германию. В тот же день произошло последнее большое вооружённое столкновение. Генлейновский путч был подавлен.
Однако, Гитлер не собирался прекращать конфликт и, наоборот, 17 сентября по его приказу был сформирован Добровольческий корпус судетских немцев (фрайкорп). Тот 19 сентября получил приказ к возобновлению вооружённых действий. Было атаковано несколько таможенных зданий с целью спровоцировать международный конфликт, однако чехословацкие войска соблюдали приказ не отвечать стрельбой в сторону Германии. Вследствие того, многие чехословацкие таможенники, жандармы и солдаты были арестованы и насильно увезены в Германию.
22 сентября вновь начались интенсивные бои. В посёлке Липтань около 70 генлейновцам удалось окружить отделение жандармерии и разоружить его сотрудников. Всех 6 жандармов было на месте расстреляно. С утра происходили столкновения между фрайкорпом и чехословацкими военными в Шлукновском выступе. В поселке Гнанице генлейновцами была атакована таможня. После нескольких дней боёв чехословацкие силы отступили. 26 сентября немцы заняли таможню, но заплатили за это значительными потерями – 24 погибшими и 37 раненными.
Ключевым событием стало объявление чехословацким правительством всеобщей мобилизации 23 сентября. Армия, согласно плану, отступила на пограничную оборонительную линию. Усиленные бои велись с 25 сентября по 5 октября за мост через реку Дие у пограничного пункта Чижов. Здесь отряды фрайкорпа поддержала также немецкая армия. Немцам несколько раз не удавалось перейти мост, прежде всего благодаря решению чехословацкого командира обороны не соблюдать приказ и стрелять в сторону Германии. По неподтверждённым данным, в ходе боёв погибли 22 немца, в то время как на чешской стороне были ранены 4 солдата. Несколько раз на стороне фрайкорпа воевали также подразделения СС, например в ходе боёв в посёлках Либа или Помези-над-Огржи.

## Мюнхенское соглашение и конец восстания
24 сентября Гитлер выдвинул свои требования в Годесбергском меморандуме с целью «окончательного решения судето-немецкой проблемы». Среди требований – освобождение немецких заключённых, выведение всех чешский вооружённых сил с приграничных территорий и проведение немецким правительством плебисцита в этих регионах. Гитлер пригрозил аншлюсом Чехословакии в случае, если его требования не будут исполнены. 28 сентября британский премьер-министр Чемберлен заверил Гитлера, что он может получить всё «без войны и без промедления». Впоследствии этого, 30 сентября представителями Германии, Италии, Франции и Великобритании было подписано Мюнхенское соглашение.
Чехословакия лишилась последнего шанса на получение помощи от своих союзников. Правительство приняло условия соглашения и начало выводить войска с обозначенных территорий. Впоследствии, с 1 по 10 октября произошла аннексия Судет. Однако, единичные вооружённые столкновения между отступающими военными и немцами продолжились. Последним из них стали бои в посёлке Моравска Храстова 31 октября 1938 года, в ходе которых погибли 4 чехословацких солдата.